# Geschiedenis van de Joden in Roemenië
De geschiedenis van de Joden in Roemenië (Roemeens: Istoria evreilor din România) gaat terug naar de tweede eeuw na Christus. De Joodse bevolking steeg vanaf het jaar 1850, en meer in het bijzonder na de oprichting van Groot-Roemenië, in een snelle tempo. De Joodse gemeenschap in Roemenië leefde overwegend in stedelijke gebieden en was regelmatig doelwit van religieuze vervolging en racisme. Als gevolg van de Holocaust, in combinatie met opeenvolgende golven van alijah, is de totale omvang van de Joodse gemeenschap in Roemenië tot een dieptepunt van enkele duizenden gezakt. De volkstelling van 2011 telde 3.271 etnische Joden en zo'n 3.519 aanhangers van het jodendom.

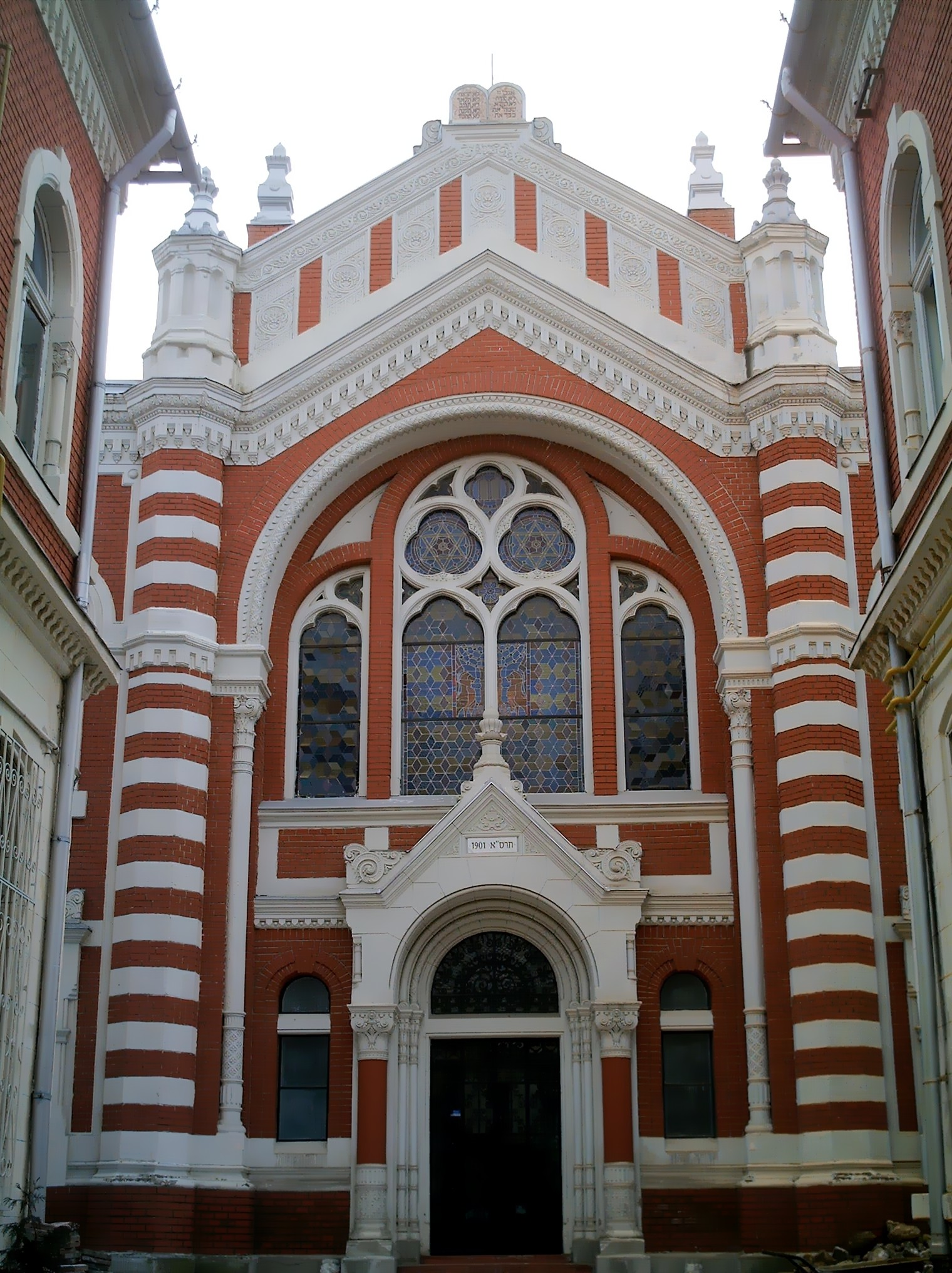
Een synagoge in Brasov gebouwd in het jaar 1901

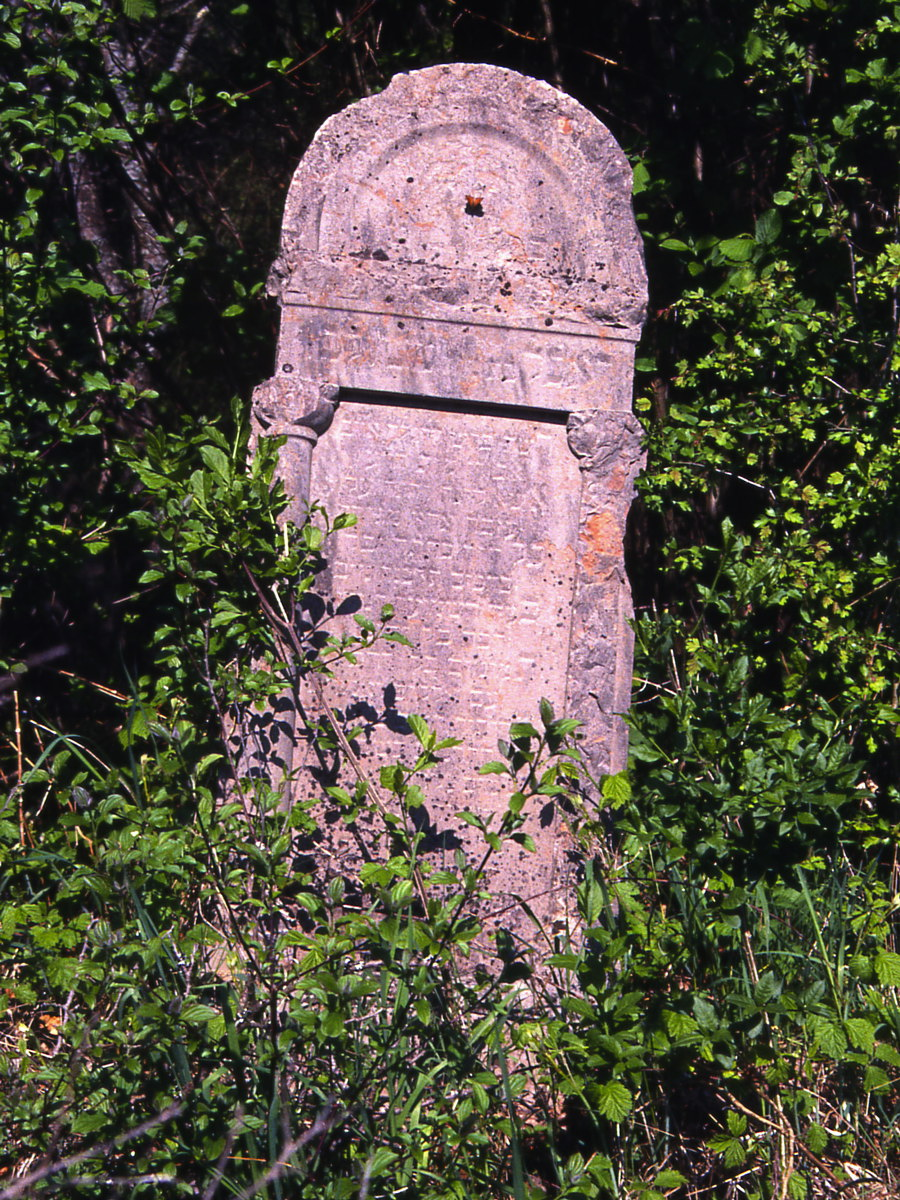
Hodod, Joodse begraafplaats

## Vroege geschiedenis
Joodse gemeenschappen op wat later Roemeens grondgebied zou worden, werden al in de 2e eeuw na Christus bevestigd, in een tijd waarin het Romeinse Rijk zijn heerschappij over Dacië had gevestigd. Inscripties en munten zijn gevonden op plaatsen zoals Sarmizegetusa en Orșova.
Het bestaan van de Karaïm, een etnische groep die aanhanger is van het Karaïtisch jodendom, suggereert dat er een constante aanwezigheid van Joden rond de Zwarte Zee was, inclusief in delen van het huidige Roemenië, zoals Koemanië.
De vroegste joodse aanwezigheid (meest waarschijnlijke Sefardim), in wat nu Moldavië zou worden, werd vastgelegd in Cetatea Albă (1330). In Walachije werden Joden voor het eerst bevestigd in 1550, woonachtig in Boekarest. In de tweede helft van de 14e eeuw werd het toekomstige grondgebied van Roemenië een belangrijke toevluchtsoord voor joden die door koning Lodewijk I uit het koninkrijk Hongarije en Polen waren verdreven. In Transsylvanië werden rond 1492 Hongaarse joden geregistreerd in Saksische burchten.

## Holocaust
Op 21 juni 1941, een dag voor de aanval op de Sovjet-Unie, bepaalde maarschalk Antonescu dat alle Joden uit plattelandsgebieden naar steden moesten worden gedeporteerd. Bijna alle volwassen Joodse mannen werden gebruikt voor verplicht werk. Veel van het privé-joodse bezit werd onteigend; hetzelfde gold voor de eigendommen van de Joodse gemeenschappen. Alle Joodse staatspersoneel werd ontslagen, net als veel particuliere werknemers. Voor Joodse kooplieden golden speciaal vastgestelde wetten en voorschriften.
Enkele dagen na het uitbreken van de oorlog voerden Roemeense militaire en politie-eenheden, personeel van de geheime dienst, maar ook leden van de burgerbevolking, samen met soldaten van de Duitse Wehrmacht, op 29 juni 1941 een pogrom uit in de stad Iasi, waarbij ongeveer 13.000 joden om het leven kwamen.
Binnen enkele weken heroverden de Roemeense troepen de gebieden in het noorden van Boekovina en Bessarabië, die een jaar eerder verloren waren gegaan aan de Sovjet-Unie, en brachten vele andere Joden terug in het beheersgebied van Antonescu. De teruggewonnen gebieden werden onder een speciaal regime geplaatst waarmee de etnische zuivering ongestoord zou moeten kunnen worden uitgevoerd.
De omvang van de fysieke vervolging varieerde sterk van regio tot regio in Roemenië. De Roemeense leiders gingen ervan uit dat de Joden van Bessarabië en Noord-Boekovina over het algemeen sympathiek tegenover de Sovjet-Unie stonden. Bijna alle joden uit deze gebieden werden vanaf juli 1941 gedeporteerd naar kampen in Bessarabië en tot oktober naar Transnistrië. Korte tijd later werd deze maatregel uitgebreid tot veel Joden in het zuiden van Boekovina. De Joden in de andere delen van het land (Moldavië, Walachije, Dobroedzja, Banaat, Zuid-Transsylvanië) werden over het algemeen niet gedeporteerd. Uitzonderingen daarop waren de Joden die 'communisten' en 'speculanten' waren.
In de kampen in Transnistrië stierven veel gedeporteerden aan ziekte en honger en waren er herhaaldelijk massale schietpartijen. Ongeveer 50.000 van de 190.000 gevangenen leefden nog toen het Rode Leger het kamp bevrijdde.
In 2004 kwam de commissie Wiesel tot de conclusie dat onder verantwoordelijkheid en als gevolg van het opzettelijke beleid van de Roemeense militaire en civiele autoriteiten, 280.000 tot 300.000 Joden werden vermoord. Dit omvat echter ook tal van Oekraïense Joden die tijdens de oorlog zijn gedood door de Roemeense bezettingssoldaten. Naast de gedeporteerden werden 105.000 tot 180.000 Joden die daar woonden ook gedood in Transnistrië, vooral in Odessa, waar 25.000 tot 30.000 Joden werden gedood binnen een paar dagen.
Noord-Transsylvanië, Maramureș, Szatmár en Crișana vormen een speciaal geval: deze gebieden behoorden niet tot Roemenië tijdens de oorlog, maar tot Hongarije als gevolg van de Tweede Scheidsrechterlijke Uitspraak van Wenen. De Joden die daar woonden, werden in 1944 naar het concentratiekamp Auschwitz-Birkenau en de andere vernietigingskampen overgebracht en vermoord. Van de oorspronkelijke 130.000 joden in deze gebieden overleefden er slechts 10.000 de oorlog.

## Bevolkingsontwikkeling

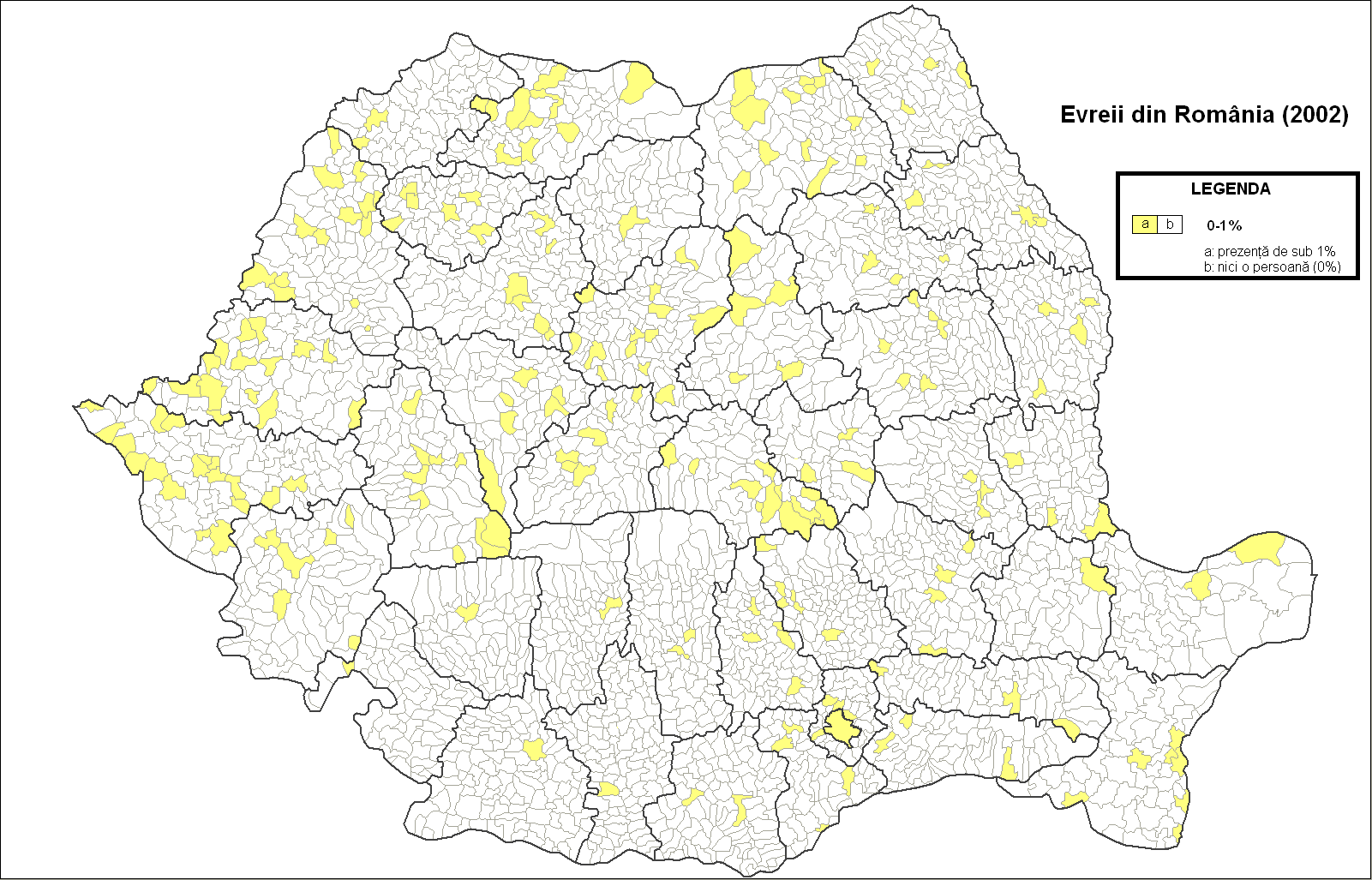
Verspreiding van Joden in Roemenië in 2002

Het aantal Joden is de afgelopen eeuw drastisch afgenomen. De volkstelling van 2011 telde 3.271 etnische Joden en zo'n 3.519 aanhangers van het jodendom. Het Jiddisch werd volgens deze volkstelling slechts door 643 personen gesproken, terwijl het aantal sprekers in 1930 nog uit 518.754 personen bestond. De meeste Joden leefden volgens de volkstelling van 2011 in Boekarest (1.333 personen), gevolgd door Iasi (221 personen), Timiş (220 personen), Cluj (185 personen) en Bihor (176 personen). In Teleorman en Gorj werden geen etnische Joden geteld.
| Jaar | Joden   | Joden | Sprekers van het Jiddisch | Sprekers van het Jiddisch | Aanhangers van het jodendom | Aanhangers van het jodendom |
| Jaar | Aantal  | %     | Aantal                    | %                         | Aantal                      | %                           |
| ---- | ------- | ----- | ------------------------- | ------------------------- | --------------------------- | --------------------------- |
| 1930 | 728.115 | 4,0   | 518.754                   | 2,9                       | 756.930                     | 4,2                         |
| 1941 | 356.237 |       |                           |                           |                             |                             |
| 1948 |         |       | 138.795                   | 0,9                       |                             |                             |
| 1956 | 146.264 | 0,8   | 34.337                    | 0,2                       |                             |                             |
| 1966 | 42.888  | 0,2   | 5.143                     | 0,03                      |                             |                             |
| 1977 | 24.667  | 0,1   | 3.429                     | 0,02                      |                             |                             |
| 1992 | 8.955   | 0,04  | 964                       |                           | 9.670                       | 0,04                        |
| 2002 | 5.785   | 0,02  | 951                       |                           | 6.057                       | 0,03                        |
| 2011 | 3.271   | 0,02  | 643                       |                           | 3.519                       | 0,02                        |